# Виньяк
Виньяк (сербохорв. Вињак / Vinjak) — спиртной напиток на основе винограда. По сути это собирательное название для целого семейства бренди, производимого на Балканах (особенно в Югославии и Сербии) и весьма разнообразного по вкусу.
Компания Rubin, основанная в 1955 году и приватизированная в 2005 году, производит этот напиток с 1957 года. Спиртное производится путём дистилляции вина, в результате чего получается напиток крепостью 67-70 % по объёму (ABV). Затем он выдерживается от нескольких месяцев до нескольких лет, в зависимости от качества дистиллята, в дубовых бочках объёмом 500 литров каждая. Перед розливом его смешивают с дистиллированной водой, чтобы получить напиток крепостью 40 %. Ежегодно производится от 4,8 до 5,5 миллионов литров. Как и французский коньяк, «Виньяк» маркируется как V.S. («Very Special»), 5 V.S.O.P. («Very Special Old Pale») или XO («Extra Old»), в зависимости от срока выдержки.
В Хорватии виньяк производит компания Badel 1862, выпускающая две его разновидности: Glembay и Cezar.